# 丹妮爾·巴塞特
丹妮·史密斯·巴塞特（英語：Dani Smith Bassett，約1981年—）是美国物理学家和系统神经科学家，2014年麦克阿瑟奖学金最年輕得獎主，同時也是 2014 年斯隆奖学金得主 。使用單數they/them/theirs為代词的丹妮目前任教於宾夕法尼亚大学，為生物工程、电气与系统工程、物理与天文学、神经病学和精神病学學系的 J. Peter Skirkanich 教授，亦為圣达菲研究所的外聘教授 。除了研究其他复杂的物理和生物系统之外，他的工作重点是将网路科学应用于人脑学习的研究。 丹妮於2004 年获得宾夕法尼亚州立大学的物理学学士学位，并分别于 2005 年和 2009 年取得剑桥大学的研究生證書和物理学博士学位 。

## 職業生涯
丹妮於 2009 年至 2011 年成为加州大学圣巴巴拉分校的博士后研究員，並於2011 年至 2013 年成为該校的賽吉初级研究员。 丹妮目前任教於宾夕法尼亚大学，担任生物工程系的 J. Peter Skirkanich 教授 。
巴塞特的早期研究使用網路科学和复杂系统的概念来理解大脑的组织方式，並發展了這些概念 。他专注于大脑的“小世界”拓扑，意指網路、網路顯現密集局部聚类的方式，以及連結的存在如何使远距离节点之间的通信路径变短。 巴塞特的研究团队将图论中的数学概念应用于小世界分析，以量化皮质连接性。巴塞特所制作的小世界模型為如何理解大脑结构和功能引進了一種新方法。